# 다카하시 고레카타
다카하시 고레카타(일본어: 高橋是賢, 1877년 3월 14일 ~ 1949년 3월 17일)는 일본 제국의 사업가, 정치인, 화족이다. 귀족원 자작 의원을 역임하였다.

## 생애
도쿄부 출신으로 정치가 다카하시 고레키요의 장남으로 태어났다. 가쿠슈인 고등과를 마친 후 벨기에로 유학, 브뤼셀 대학 정치・경제학과를 졸업했다. 아버지 고레키요가 중의원 의원 선거에 출마했을 때, 화족으로서 작위 보유자는 피선거권이 없었기 때문에 호주(戸主)를 은거하는 형식을 취함에 따라 1924년 2월 15일, 고레타카가 가독(家督)을 상속하여 자작위를 습작하게 되었다. 
1932년 7월 10일, 귀족원 자작 의원에 선출되어 연구회(研究会) 소속으로 1947년 귀족원이 폐지될 때까지 재임했다. 또한, 요코하마 정금은행(横浜正金銀行)의 런던 지점 직원, 농상무대신 관방사무 촉탁 및 일본 대박람회 사무 촉탁, 일본 산소(日本酸素) 사장, 일본 이화공업(日本理化工業) 사장, 일본 정공(日本精工) 사장, 야마토 양조(大和醸造) 사장, 도쿄 화재 보험(東京火災保険) 감사역, 중앙 임금 위원회(中央賃金委員会) 위원, 부흥 금융 금고(復興金融金庫) 설립 위원 등을 역임했다. 묘소는 다마 영원(多磨霊園)에 있다.

## 가족 관계
- 아버지: 다카하시 고레키요(高橋是清)
  - 본인
    - 아들: 다카하시 겐이치(高橋賢一)
    - 아들: 다카하시 도요지(高橋豊二)

| 전임 다카하시 고레키요 | 제2대 다카하시 (고레키요) 자작가 당주 1924년 ~ 1947년 | 후임 화족제도 폐지 |